# Peperomia petraea
Peperomia petraea är en pepparväxtart som beskrevs av C. Dc.. Peperomia petraea ingår i släktet peperomior, och familjen pepparväxter. Inga underarter finns listade i Catalogue of Life.